# Sandra Sachse
Sandra Sachse (* 9. September 1969 in Eslohe (Sauerland) als Sandra Wagner) ist eine deutsche Bogenschützin, die zwei olympische Medaillen gewann.
Die gelernte Feinmechanikerin gewann ihre erste internationale Medaille bei den Europameisterschaften 1994, als sie zusammen mit Barbara Mensing und Cornelia Pfohl erst im Finale der russischen Mannschaft unterlag. Im Jahr darauf belegte sie mit der deutschen Mannschaft den vierten Platz bei den Weltmeisterschaften. Bei den Olympischen Spielen 1996 erreichte die deutsche Mannschaft mit Mensing, Pfohl und Wagner das Finale gegen die Südkoreanerinnen und erhielt die Silbermedaille. In Abwesenheit der Südkoreanerinnen gewann die deutsche Mannschaft mit Wiebke Nulle, Pfohl und Wagner bei den Hallenweltmeisterschaften 1997 den Titel vor Kasachstan.
Nach der Heirat mit Peter Sachse trat sie ab 1998 unter dem Namen Sandra Sachse an. Zusammen mit Pfohl und Mensing gewann sie Bronze bei den Halleneuropameisterschaften 1998, bei der Freilufteuropameisterschaften siegte sie 1998 zusammen mit Britta Bühren und Cornelia Pfohl. Bei ihrer zweiten Olympiateilnahme 2000 in Sydney traf Sachse mit der deutschen Mannschaft bereits im Halbfinale auf die Südkoreanerinnen und unterlag, im Kampf um den dritten Platz gewannen Mensing, Pfohl und Sachse gegen das türkische Team und gewannen so eine Bronzemedaille.
Für den Gewinn der Bronzemedaille bei den Olympischen Spielen 2000 erhielt sie von Bundespräsident Johannes Rau des Silberne Lorbeerblatt.
Ihre Schwester Marion nahm an den Olympischen Sommerspielen 1992 ebenfalls als Bogenschützin teil.